# غاريث إدواردز (كاتب)
غاريث إدواردز (بالإنجليزية: Gareth Edwards) (و. 1975  م) هو مخرج أفلام، وكاتب سيناريو، ومنتج أفلام بريطاني.

## وصلات خارجية
- غاريث إدواردز على موقع IMDb (الإنجليزية)
- غاريث إدواردز على موقع ألو سيني (الفرنسية)
- غاريث إدواردز على موقع ميوزك برينز (الإنجليزية)
- غاريث إدواردز على موقع تيرنر كلاسيك موفيز (الإنجليزية)
- غاريث إدواردز على موقع أول موفي (الإنجليزية)
- غاريث إدواردز على موقع بوكس أوفيس موجو (الإنجليزية)
- غاريث إدواردز على موقع قاعدة بيانات الأفلام السويدية (السويدية)
- غاريث إدواردز على موقع قاعدة بيانات الفيلم (الإنجليزية)
- غاريث إدواردز على موقع كينوبويسك (الروسية)